# 내안의 그놈
"내안의 그놈"은 2019년 1월 9일에 개봉한 대한민국의 영화이다. 

## 줄거리
잘나가는 엘리트 조폭 장판수. 어느날, 옥상에서 떨어지던 누군가와 충돌하여 의식을 잃었다. 깨어나보니 병원이었는데 뭔가 이상했다. 마주치는 사람마다 자신을 '학생'이라고 불렀고 모르는 아저씨가 자신을 '동현이'라고 불렀다. 그리고 눈앞에는 자신이 떡하니 쓰러져 있었고 거울에는 모르는 고등학생이 서 있었다. 한참만에야 그는 자신이 '김동현'이라는 낯모르는 고등학생이랑 영혼이 바뀌었다는 사실을 알고는 경악한다. 이후 영혼이 돌아올때까지 김동현으로 위장하며 동현에 대해 알아가게 된다. 
어느날, 그는 같은반 여학생 오현정과 얽히는데 그녀의 모친은 바로 자신의 첫사랑 오미선이었다. 게다가 남몰래 알아보니 현정은 자신의 딸이었다. 이후 판수에게는 여러 가지 위기가 찾아왔다. 판수의 라이벌 양 사장이 판수를 없애기 위해 미선의 가게에 나타나 행패를 부렸고 이런 와중에 판수의 몸속에 들어가 있던 진짜 동현이 깨어난 것이다. 결국 판수와 오씨 모녀, 진짜 동현까지 모두가 궁지에 몰린다.

## 캐스팅

### 주요인물

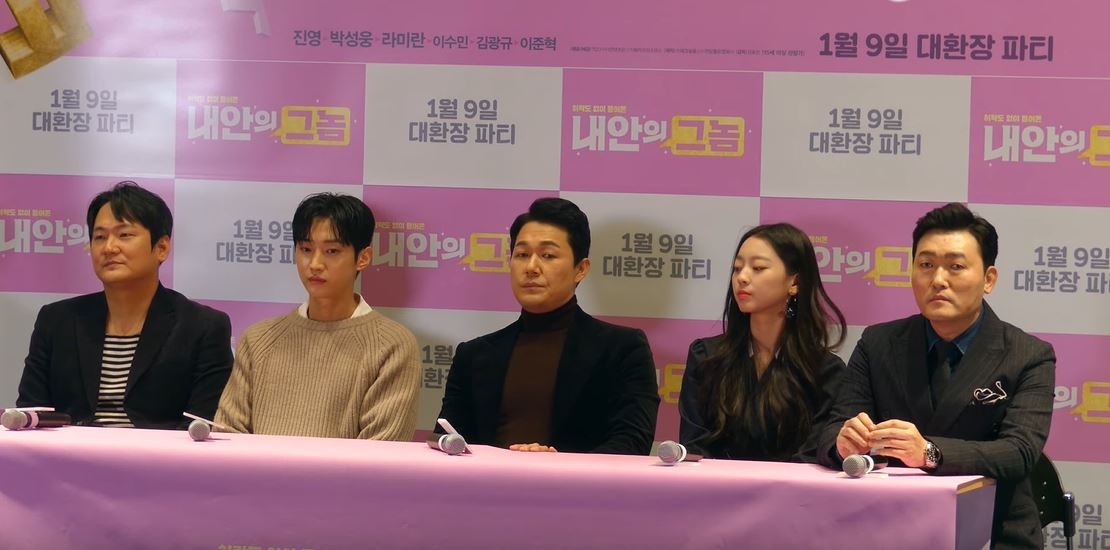
감독과 주연

- 김동현 (배우: 진영)

못생기고 뚱뚱한데다 소심하기까지 해서 따돌림을 당하는 고등학생. 추락사고로 장판수와 영혼이 바뀌었다. 이후 동현에게 빙의된 판수가 운동으로 몸을 가꾸고 실력을 발휘해 그를 괴롭히던 일진들을 때려눕히면서 시궁창같은 동현의 인생을 바꾼다.
- 장판수 (배우: 박성웅) 미선의 첫사랑이자 현정의 친부

잘나가는 엘리트 조폭. 좋은집에 살며 아내까지 두고있다. 하지만 사고로 동현과 영혼이 바뀌는 바람에 식물인간 신세가 된다.
- 오미선 (배우: 라미란)

장판수의 첫사랑이자 오현정의 엄마. 분식집을 꾸리며 가게를 하던중 자기집에 자주 오던 동현을 만났다. 처음엔 동현이 자신에게 반말하는걸 듣고는 어디서 어른한테 반말이냐며 야단치지만 한참뒤, 그와 판수의 영혼이 바뀌었다는 사실을 알게된다.
- 오현정 (배우: 이수민)

장판수와,오미선의 친딸. 학교에서 따돌림을 당하지만 자길 도와주는 동현에게 호감을 갖게되며 고백한다. 참고로 아버지는 바로 장판수다.
- 박만철 (배우: 이준혁)

장판수의 부하. 판수에 대한 충성심이 대단하다. 홀로 판수를 간호하던 중 병실에 나타난 정체모를 고등학생과 마주친다. 처음엔 그를 쫓아내려 했지만 그가 판수의 신상을 다 꿰고있는걸 보고는 판수와 고등학생이 영혼이 바뀌었다는걸 알고는 물심양면으로 그를 돕는다.
- 김종기 (배우: 김광규)

김동현의 아빠. 이쪽도 아내 없이 홀로 어린 아들을 키웠다. 살림은 그리 좋은편이 아니지만 아들에 대한 부성애가 남다르다.

### 기타
- 민지아 : 한서연 역
- 윤경호 : 양동철 사장 역
- 김홍파 : 한 회장 역 (특별출연)
- 김부선 : 할매 역 (특별출연)

- 김현목 : 김재익 역
- 권혁범 : 철호 역
- 이호수 : 태욱 역
- 조현영 : 정윤지 역
- 박경혜 : 재희 역
- 이풍운 : 차민우 역
- 손광업 : 조 과장 역
- 주우진 : 최 부장 역
- 남진복 : 사채업자 역
- 이광호 : 곽 차장 역
- 현익창 : 젊은 판수 역
- 김희선 : 젊은 미선 역
- 김재만 : 담당형사 역
- 서승원 : 목공소직원 역
- 곽지유 : 간호사 역
- 설지윤 : 담당의 역
- 서진원 : 학생주임 역
- 윤부진 : 건물주 역
- 조경현 : 대포집주인 역
- 류현 : 일진남 1 역
- 김영 : 일진남 2 역
- 예정민 : 일진녀 1 역
- 박진아 : 일진녀 2 역
- 박진수 : 경찰 1 역
- 유영채 : 경찰 2 역
- 김태준 : 사채업자덩치 1 역
- 김대한 : 사채업자덩치 2 역
- 귄혁석 : 사채업자덩치 3 역
- 김태진 : 사채업자덩치 4 역
- 김경록 : 사채업자덩치 5 역
- 임대일 : 포차남자 1 역
- 진수선 : 포차남자 2 역
- 이범찬 : 포차남자 3 역
- 황인준 : 철거반원 1 역
- 최대열 : 철거반원 2 역
- 이경호 : 철거반원 3 역
- 이동영 : 철거반원 4 역
- 손기성 : 민우친구 1 역
- 김현진 : 민우친구 2 역
- 김진걸 : 민우친구 3 역
- 김찬오 : 민우친구 4 역
- 김재원 : 민우친구 5 역
- 한지웅 : 민우친구 6 역
- 정원창 : 민우친구 7 역
- 박지훈 : 민우친구 8 역
- 황순원 : 판수조직원 1 역
- 김건 : 병실경호원 1 역
- 박주현 : 여학생 1 역
- 서다해 : 여학생 2 역
- 이창식 : 뚱뚱남 역
- 최병국 : 교감 역
- 윤송아 : 담임 역
- 장진희 : 국사교사 역
- 조성희 : 문학교사 역
- 정윤하 : 일어교사 역
- 오윤주 : 호텔종업원 역
- 지찬 : 형사 1 역
- 전혜영 : 카페종업원 역
- 백민 : 수술실의사 역
- 염동철 : 분식집인부 역
- 조영지 : 기자 역
- 전애진 : 대포집커플여 역
- 이정민 : 대포집커플남 역
- 이보라 : 대포집손님 역
- 박소영 : 사채업자경리 역
- 김명인 : 구급대원 역
- 오지영 : 가사도우미 역
- 임동민 : 저택경호원 1 역
- 임승준 : 저택경호원 2 역
- 박용균 : 저택경호원 3 역
- 민지민 : 저택경호원 4 역
- 신재민 : 캡스보안요원 1 역
- 문강혁 : 캡스보안요원 2 역
- 김상겸 : 판수조직원 2 역
- 김준형 : 판수조직원 3 역
- 정윤철 : 판수조직원 4 역
- 감동길 : 판수조직원 5 역
- 남태우 : 판수조직원 6 역
- 김남규 : 양사장똘마니 1 역
- 함정인 : 양사장똘마니 2 역
- 임효우 : 양사장똘마니 3 역
- 김승필 : 양사장똘마니 4 역
- 이상철 : 양사장똘마니 5 역
- 조경섭 : 양사장똘마니 6 역
- 이건구 : 양사장똘마니 7 역
- 이우성 : 병실경호원 2 역
- 임종화 : 병실경호원 3 역
- 박준성 : 수학교사 역
- 이자은 : 피아니스트 역
- 이상진 : 상상속판수 역
- 정지연 : 상상속미선 역
- 김우래 : 유혹남 역
- 황진호 : 상상속 피해남 역

## 같이 보기
- 2019년 대한민국의 영화 목록
- 어쩔꼰대 - 본작을 원작으로 한 웹툰

## 수상
- 제27회 대한민국 문화연예대상 영화부문 남자 최우수연기상 - 박성웅